# Leonard Herzenberg
Leonard Herzenberg (en russe : Леона́рд Гео́ргиевич Герценбе́рг), né le 21 juin 1934 à Liepaja (ex-Libau) et mort le 25 décembre 2012 à Saint-Pétersbourg est un linguiste, iranologue et universitaire soviétique, puis russe, qui est membre de l'istituto per l'Africa et l'Oriente.

## Carrière
De 1956 à 1961, il étudie au département d'iranologie de la faculté orientale de l'université de Léningrad. Parmi ses professeurs éminents, il eut Mikhaïl Bogolioubov et Alexandre Boldyrev. Après avoir travaillé un an à la bibliothèque de l'Académie de Léningrad, il est aspirant au doctorat à l'institut de linguistique de l'Académie des sciences d'URSS avec la spécialité de « linguistique comparée indo-européenne et indo-iranienne » sous la responsabilité des professeurs Larine puis Sokolova. Sa thèse de candidat au doctorat en 1966 porte sur  La Langue des temples bouddhiques khotanais. Il commence à s'intéresser également à la même époque à la comparaison des langues indo-européennes entre elles, sous la guidance du professeur Iossif Tronski.
Après avoir terminé sa période d'aspirant au doctorat, Herzenberg continue ses recherches concernant la linguistique indo-européenne à l'institut de linguistique de l'Académie des sciences. Le professeur Youri Maslov l'invite à donner des cours de linguistique indo-européenne à partir de 1968 à la chaire de linguistique générale de l'université de Leningrad. Il présente des comparaisons entre l'indien ancien, le hittite et les langues celtiques, ainsi que des textes avec des commentaires.
Sa thèse de doctorat d'État porte en 1983 sur Les questions de la reconstruction d'une prosodie indo-européenne.
À partir de 1988, Herzenberg est chef-collaborateur à l'institut de linguistique de l'Académie. En 1993, il est nommé professeur de linguistique générale. L'année suivante il devient membre-correspondant de l'Istituto Italiano per l'Africa et l'Oriente situé à Rome. En l'an 2000, il est nommé chef de l'institut de linguistique.

## Travaux
Le cercle des intérêts du professeur Herzenberg consiste en divers aspects de l'étude historico-comparative des langues indo-européennes, comme la reconstruction du vocalisme indo-européen, sur la base de l'interaction du niveau segmentaire et prosodique, de la structure morphologique du vocabulaire des langues indo-européennes, des tendances du développement morphologique et des mécanismes reposant à leurs fondements, ainsi que les recherches étymologiques. Actuellement il travaille depuis de nombreuses années à un ouvrage de fond intitulé Dictionnaire étymologique de la langue persane.
Le professeur Herzenberg a donné des cours en Allemagne (universités de Berlin, Hambourg et Bamberg), en Espagne (universités de Salamanque, Madrid, Séville, Malaga, Valladolid, Cuenca), en Italie (universités de Catane et Palerme, à Consenza, à Naples et à Rome), aux Pays-Bas (Utrecht, Amsterdam, Leyde), en Autriche (université de Vienne), en Suède (universités d'Uppsala et de Stockholm), à l'université d'Oxford en Angleterre, dans diverses universités des États-Unis et également en Iran à Téhéran, Qom et Ispahan.

## Quelques publications
- Хотаносакский язык. Moscou, «Наука» 1965, 155 pp. [Le khotanais]
- Морфологическая структура слова в древних индоиранских языках. Léningrad, «Наука» 1972, 274 pp. [Structure morphologique des mots dans les langues anciennes indo-iraniennes]
- Вопросы реконструкции индоевропейской просодики. Léningrad, «Наука» 1981, 200 pp. [Questions de la reconstruction de la prosodie indo-européenne]
- История таджикского языка. Douchanbé, 1992. [Histoire de la langue tadjike]
- (en) Tajik Teaching Materials. Seattle, 1993—1995.
- Морфологическая структура ирландского слова// Морфологическая структура слова в индоевропейских языках. Moscou, 1970. pp. 71—103. [Structure morphologique du vocabulaire irlandais]
- Хотаносакский язык// Основы иранского языкознания. Среднеиранские языки. Moscou, 1981. pp. 233—313. [le khotanais]
- О следах индоевропейской просодики в латинском// ВЯ 1982, N° 5. pp. 68—77. [À propos des traces de la prosodie indo-européenne dans le latin]
- Ближайшие перспективы индоевропеистики// Актуальные вопросы сравнительного языкознания. Léningrad, 1989. pp. 70—81. [Perspectives les plus proches concernant la science indo-européenne]
- Проблемы акцентологической реконструкции// Сравнительно-историческое изучение языков разных семей. Реконструкция на отдельных уровнях языковой структуры. Moscou, 1989. pp. 29—47. [Problèmes de la reconstruction accentologique]
- Краткое введение в индоевропеистику. Saint-Pétersbourg, éd. Nestor-Historia, 2010, 316 pp. [Courte introduction à la linguistique indo-européenne]

## Source
- (ru) Cet article est partiellement ou en totalité issu de l’article de Wikipédia en russe intitulé « Герценберг, Леонард Георгиевич » (voir la liste des auteurs).